# Arrigo Pola
Arrigo Pola (Finale Emilia, 1919. július 5. – Modena, 1999. november 3.) olasz tenor, aki 1940 és 1960 között nemzetközi szinten volt aktív. Azután híres énektanárként működött Olaszországban és Japánban. Olyan neves tenor énekesekkel dolgozott együtt, mint Luciano Pavarotti, Giuliano Bernardi, Vincenzo La Scola és Michele Pertusi basszus. 1957–1965 között a fujiwarai opera művészeti igazgatója volt.

## Élete
Ubaldo Toffanetti tenor unokaöccse volt, serdülőkorának nagy részét Modenában töltötte. 1937-ben beiratkozott a modenai Orazio Vecchi Konzervatóriumba, ahol kezdetben trombitálni tanult. A zeneiskolában azt mondták neki, hogy kiváló hangja van, és rávették, hogy Mercedes Aicardinál tanuljon énekelni. 1940-ben a fiatal basszussal, Cesare Siepivel és a mezzoszoprán Fedora Barbierivel közösen megnyerte a RAI által meghirdetett Országos Operaénekes Versenyt. Közvetlenül ezután besorozták az olasz hadseregbe, ahol három évig harcolt a második világháború alatt a lengyelországi Gdańskban, a nácik által megszállt területen. Szerencsére leginkább zenei feladatokat kapott, így ideje nagy részét énekléssel és trombitálással tölthette egy katonazenekarban.
Katonai szolgálata után, 1943-ban Pola énektanulmányait Bertazzoni Barbieri és Leone Magiera mellett folytatta. Ezután 1945 júniusában debütált a modenai Teatro Comunaléban Mario Cavaradossi szerepében Giacomo Puccini Toscájában, Sara Scuderivel a címszerepben. Visszatért énekelni ugyanabban a színházban Pinkerton szerepében, a Pillangókisasszonyban Mafalda Faveróval, Alfredóként a Traviatában Margherita Carosióval Violetta szerepében és a mantovai hercegként a Rigolettóban Tito Gobbival.
Karrierje gyorsan fejlődött, és a római Teatro dell'Operában, velencei aTeatro La Fenicében és a nápolyi Teatro San Carlóban énekelt. 1945-ben és 1946-ban a brüsszeli Théâtre de la Monnaie-ban énekelt, ahol különösen Grieux lovag szerepében csodálhatták Jules Massenet Manon című operájában. 1947-ben debütált a milánói Scalában Charles Gounod Faustja címszerepében, mellette Renata Tebaldi Marguerite szerepét alakította, míg Cesare Siepi Mefistót, Antonino Votto vezényletével. Az 1940-es évek végén Donello volt Ottorino Respighi La fiamme című művében a barcelonai Liceuban és a Buenos Aires-i Teatro Colónban, Mauriziót énekelte az Adriana Lecouvreur-ben Francesco Cilea -művében, a Teatro Francesco Cileában. Reggio Calabriában Maria Canigliával a főszerepben és számos operaházban Enzo Grimaldi szerepében Amilcare Ponchielli Giocondájában.
1951 tavaszán Pola Alfredót, Violettát pedig Maria Callas alakította a parmai Teatro Regióban. Sajnos Callas és férje, Giovanni Battista Meneghini idegenkedtek Polától, ami negatív hatással volt hazai karrierjére. Az év nyarán Enzo Grimaldi énekelt Caracalla termáiban azon a gálaesten, amelyet az olasz kormány a Fülöp-szigetek elnöke tiszteletére adott. Pola másnap meghívást kapott egy találkozóra az elnökkel, aki felkínált neki egy vezető tenori állást a manilai operaházban és énektanári állást a helyi konzervatóriumban. A Callasszal kapcsolatos problémák miatt Pola és felesége úgy döntöttek, hogy elfogadják az ajánlatot, és a család a következő három évet a Fülöp-szigeteken töltötte. Ott énekelt többek között a Manilai Operában, Caniót a Bajazzókban, Manricót a Trubadúrban, Rodolfót a Bohéméletben és Turiddut a Parasztbecsületben.
1954-ben Pola visszatért Olaszországba, abban a reményben, hogy újra énekelhet hazájában, de próbálkozása sikertelen volt. Abban az évben megkereste egy Fernando Pavarotti nevű pék, aki tudni akarta, hogy fia, Luciano tenorhangja elég jó-e ahhoz, hogy operaénekessé váljon. Pola később elmondta, hogy miután tizenöt percig hallgatta őt, azonnal rájött, hogy igazi tehetséggel találkozott. Ezért spontán úgy döntött, hogy segít a nagy gazdasági lehetőségekkel nem rendelkező fiúnak és családjának azzal, hogy ingyenes napi énekleckéket ad Lucianónak. A következő három évben Pavarotti szinte minden nap tanult Polával, s később kijelentette: „Ha nem lett volna kedves mesterem, Arrigo Pola, nem lennék az, aki ma vagyok.”
1957-ben Polának felajánlották a Tokiói Művészeti Egyetem énekkatedráját és a Fujiwarai Opera művészeti igazgatói posztját azzal a feltétellel, hogy japánul tanít. Elfogadta az állást, miután biztosította, hogy Pavarotti a továbbiakban Ettore Campogallianinál tanulhasson. Pavarotti továbbra is tartotta a kapcsolatot vele, és tanácsot kért tőle, többször is meglátogatta Tokióban, amíg Campogallianinál tanult. Pola a Tokiói Egyetem európai ének tanszékének dékánja lett. Eközben továbbra is énekelt operákban és koncerteken Japánban és Kínában. Ő alakította Pinkertont az NHK első fekete-fehér filmjében, a Pillangókisasszonyban.
1965-ben visszatért Olaszországba, és élete hátralévő részét Cagliariban, Veronában, Bolognában és Modenában a tanításnak szentelte. Ezen időszak leghíresebb tanítványai Pavarotti mellett Michele Pertusi, Vincenzo La Scola, Antonio Salvadori, Peter Butterfield, Andrea Coronella, Nikolay Dorozhkin, Thiérry Félix, Rudy Giovannini, Reinaldo Macias, David Mannell, Michiè Nakamaru, Jacek Pazola, Luana Pellegrineschi, Vincenzo Rose, Mario Luperi és Manrico Tedeschi voltak.
Nyolcvan éves korában halt meg Modenában.

## Részleges diszkográfiája
- Bongiovanni opera mítosza, CD, 2008, Kiadó: Phantom; Anita Cerquetti és Arrigo Pola
- Henry Pola. Berühmte Tenor-Arien, CD, 1993, Címke: ZYX-MUSIC GMBH, D-35797 Merenberg; Arrigo Pola, Kioko Tzukada; A Tokiói Nemzeti Művészeti Egyetem zenekara, dirig. Frank Capuana

## Filmográfia
- Pavarotti és az olasz tenor, DECCA VHS, 1995 Luciano Pavarotti, Leone Magiera, Arrigo Pola, Rossini Chorale közreműködésével, Polygram videó

## Fordítás
- Ez a szócikk részben vagy egészben  az   Arrigo Pola című olasz Wikipédia-szócikk ezen változatának fordításán alapul.  Az eredeti cikk szerkesztőit annak laptörténete sorolja fel. Ez a jelzés csupán a megfogalmazás eredetét és a szerzői jogokat jelzi, nem szolgál a cikkben szereplő információk forrásmegjelöléseként.

## Bibliográfia
- Daniele Ruboli: Arrigo Pola. Maestro di Pavarotti, Pacini Fazzi, Lucca, 1995, 135 o., ISBN 8872461987 (olaszul)